# Vasárnap (Csillagkapu: Atlantisz)

## Ismertető
| Figyelem: Itt a Csillagkapu: Atlantisz 3. évadjának cselekményét vagy a végkifejletet is olvashatod. |

Dr. Weir általános pihenőnapot rendel el az expedíció tagjainak, de minden hamarosan rémálommá változik, amikor a városban váratlanul felrobban egy bomba. 
Kiderül, hogy néhány felelőtlen tudós bekapcsolt egy ős gépet, amit a lidércek ellen építettek azzal a szándékkal, hogy az elrabolt emberek bombaként felrobbanjanak.
Időben felfedezik a gépet, de sajnos a doki saját makacsságának köszönhetően meghal.

## Külső hivatkozások
- Stargate Wiki link (angolul)

- Hivatalos Stargate Atlantis honlap Archiválva 2006. november 3-i dátummal a Wayback Machine-ben. MGM.
- Spoilers Archiválva 2009. április 14-i dátummal a Wayback Machine-ben a GateWorld weboldalon.